# Zimna wojna
Zimna wojna (Engelse titel: Cold War) is een Pools-Frans-Britse zwart-witfilm uit 2018, geschreven en geregisseerd door Paweł Pawlikowski.

## Verhaal
De film speelt zich af in de jaren 1950 ten tijde van de Koude Oorlog. Het gaat over Wiktor Warski, die werkt als regisseur, pianist en componist. Hij begint een professionele groep met zang en volksdans. Hij wordt verliefd op de jonge temperamentvolle zangeres Zuzanna "Zula" Lichoń. Na een aantal succesvolle optredens in Polen gaat de groep optreden in Oost-Berlijn. Wiktor vlucht vervolgens naar de Westerse wereld, maar Zula gaat niet met hem mee. Wiktor vestigt zich in Parijs, waar hij gaat werken als pianist. Enkele jaren later ontmoeten ze elkaar weer in Parijs, waar de liefde opbloeit. Ze raken elkaar weer uit het oog. Wanneer de folkloregroep van Zula optreedt in Joegoslavië, in Split, gaat Wiktor er heen. Een tijd later komt Zula een tijd naar Parijs, omdat ze vrij kan reizen door een huwelijk met een Italiaan. Zij keert terug naar Polen. Hij doet dat een aantal jaar later ook, waar Zula een kind blijkt te hebben. Aan het einde van de film plegen ze zelfmoord na een trouwceremonie in een vervallen plattelandskerk te hebben gehouden.

## Rolverdeling

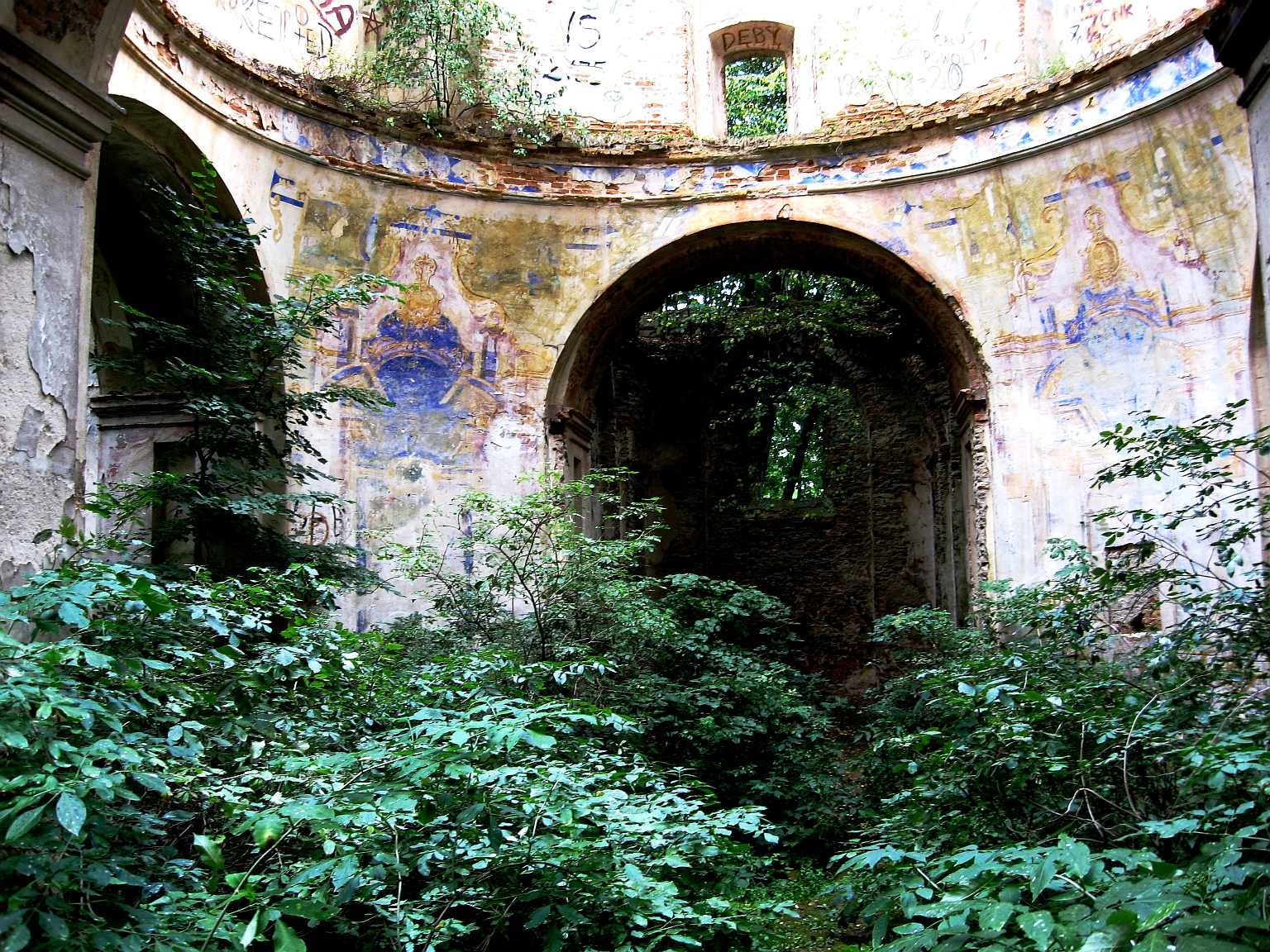
De vervallen Poolse kerk waar de hoofdpersonen huwen.

| Acteur         | Personage             |
| -------------- | --------------------- |
| Joanna Kulig   | Zuzanna "Zula" Lichoń |
| Tomasz Kot     | Wiktor Warski         |
| Jeanne Balibar | Juliette              |
| Borys Szyc     | Kaczmarek             |
| Agata Kulesza  | Irena                 |
| Cédric Kahn    | Michel                |

## Release
Zimna wojna ging op 10 mei 2018 in première in de competitie van het filmfestival van Cannes.

## Ontvangst en nominaties
De film heeft veel positieve recensies gekregen. Zowel de Volkskrant, NRC Handelsblad als De Morgen gaven vijf uit vijf sterren. De film was de Poolse inzending voor de Oscar voor beste niet-Engelstalige film.